# Criação da Iugoslávia
A Criação da Iugoslávia foi realizada no final da Primeira Guerra Mundial, após a derrota das Potências Centrais, e reuniu em um novo Estado territórios habitados principalmente por povos de língua eslava.
Embora as conversações entre os vários centros de poder político tenham sido desenvolvidos durante a guerra, o novo Estado foi proclamado apressadamente no final de 1918, sem acordo adequado entre as partes sobre como seriam as estruturas do país, o que levou a uma instabilidade crônica da nação durante todo o período entre-guerras.

## Antecedentes

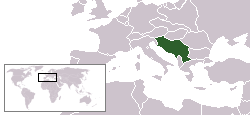
Localização da Iugoslávia na Europa.

Durante a Primeira Guerra Mundial surgiu a ideia de unir os sérvios, croatas e eslovenos em um estado. A proposta foi feita pela Entente por políticos que fugiram do Império Austro-Húngaro e agrupados no Comitê Iugoslavo, com o apoio do governo sérvio.

### Posição das potências
A formação do novo Estado não era segura até o fim da guerra, devido à oposição da Itália e a indecisão dos vitoriosos sobre o futuro do Império Austro-Húngaro, que viria a ser desmembrado, a fim de criar o novo país. A Itália tinha sido prometido no Tratado de Londres - pelo qual havia entrado na guerra ao lado da Entente - que receberia grande parte da costa da Dalmácia e o resto do território seria dividido entre a Sérvia, o Montenegro e a Croácia, três estados separados. Permaneceu hostil à união de seus vizinhos eslavos em um único país. A Grã-Bretanha, França e Rússia desejavam a paz com a Áustria-Hungria e seu abandono do lado alemão, até a primavera de 1918, quando esforços para fazê-lo falharam, não apoiaram a partição do império. A Itália mudou sua atitude com as derrotas do final de 1917 frente aos austro-húngaros, mas apenas parcialmente: tão logo voltou a vencer tentou aplicar o Tratado de Londres e mostrou hostilidade para a união eslava.

### Posição das comunidades eslavas
Os próprios eslavos se mostravam divididos sobre a forma de união. O sentimento nacionalista era separado. Além disso, o governo sérvio ansiava acima de tudo pela unidade de todos os sérvios no mesmo estado ("Grande Sérvia"), enquanto a união com os croatas e eslovenos era vista como secundária. O governo havia buscado uma promessa dos Aliados sobre a futura união em 1915, mas não fez uma declaração conjunta com o Comitê Iugoslavo até o início do verão de 1917. O primeiro-ministro da Sérvia, Nikola Pašić, manteve durante a guerra dois programas alternativos: um que coincidiu com o do Comitê e pretendia a união de todos os croatas, eslovenos, sérvios e macedônios; e outro menos ambicioso, que se limitava a anexar os territórios com população sérvia, deixando parte dos croatas e eslovenos em mãos italianas.
Além disso, não houve acordo sobre o tipo de união: o governo sérvio via o novo estado como uma extensão do existente, considerando aos eslavos austro-húngaro objetos de libertação por parte do Estado sérvio. Por outro lado, o Comitê via a união como a agregação de unidades distintas que se uniram como como indivíduos com livre-arbítrio.
O Comitê Iugoslavo, ao contrário dos checos e polacos, não conseguiu reconhecimento do governo aliado, não foi apoiado pelo governo sérvio e contou com a oposição de uma outra parte importante do governo italiano.

### Situação na Croácia-Eslavônia
Os sérvios, que mantiveram a sua religião e parte de seus costumes tradicionais, foram utilizados inicialmente pelo governo em Budapeste para conter o nacionalismo croata. No início do século XX, porém, os políticos croatas e sérvios chegaram a uma aliança contra Budapeste, formando a coligação croata-sérvia, que dominou o Sabor no período anterior à Primeira Guerra Mundial. A coalizão foi evoluindo até apoiar plenamente a união centralizada com o Reino da Sérvia. Seu principal defensor e líder da coalizão durante seus últimos anos foi o sérvio da Croácia-Eslavônia, Svetozar Pribićević. Dada a impossibilidade de separar os sérvios de croatas pela mesclagem que se encontravam, foi negado a possibilidade de estabelecer uma federação, propondo em seu lugar um certo grau de autonomia para os municípios e os departamentos, de inspiração francesa. Quando isso aconteceu, parte dos integrantes da coalizão a abandonaram, defendendo uma união federal.

### Situação nos territórios com população eslovena
Os partidos eslovenos, conscientes das ameaças externas (principalmente italianas e austríacas) ao que consideravam seu território, inicialmente apoiaram a união centrista.

## Evolução do pós-guerra mundial

### Separação da Áustria-Hungria

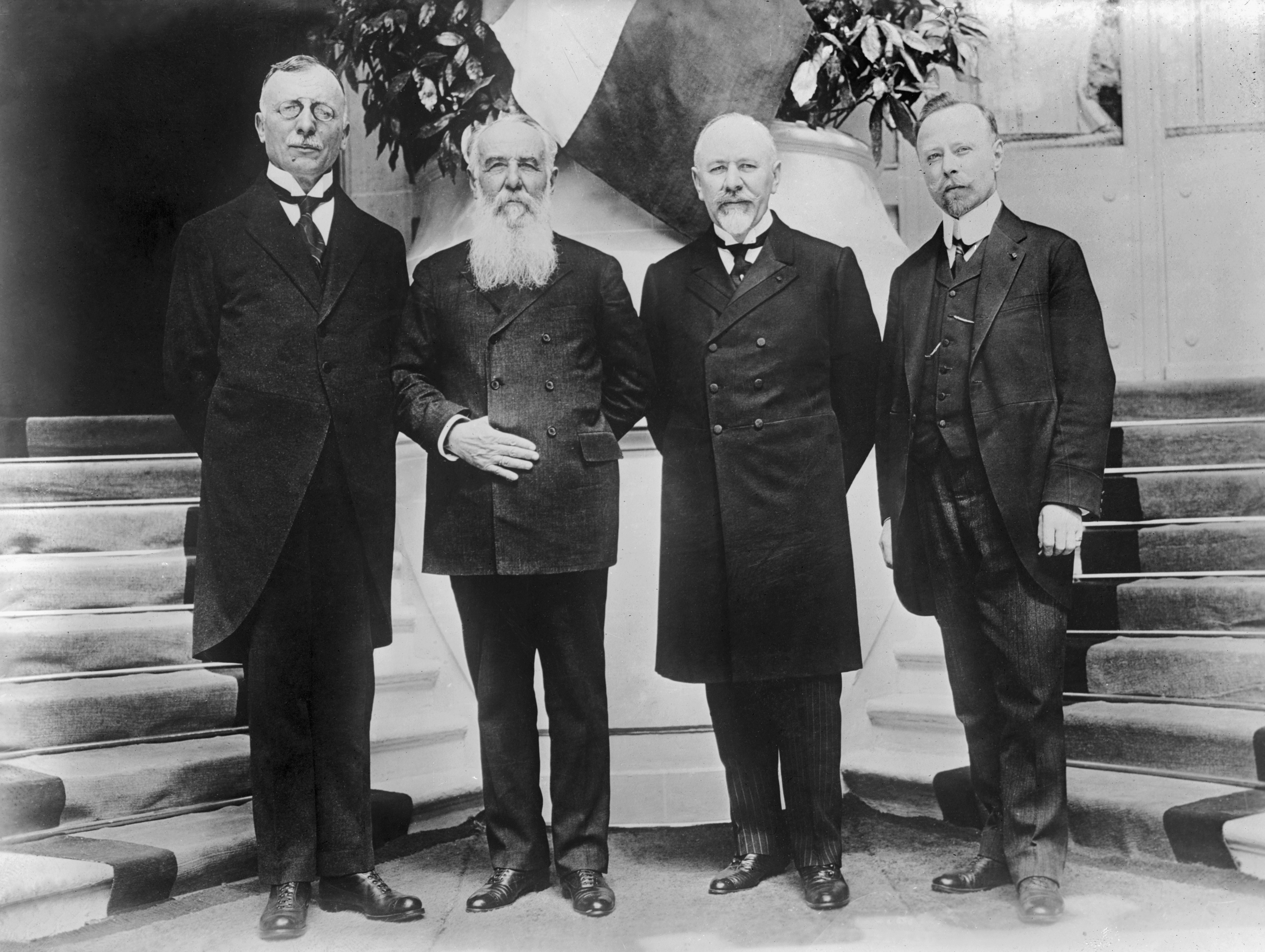
Parte da delegação iugoslava na Conferência de Paz de Paris com delegados das distintas regiões que formavam o novo país: Ante Trumbić (terceiro à esquerda, Dalmácia), Nikola Pašić (segundo, Reino da Sérvia), Milenko Vesnić (primeiro, Reino da Sérvia) e Ivan Žolger Carniola.

Após a Dissolução da Áustria-Hungria, a ideia de criar uma nação para os eslavos dos Balcãs ganhou impulso e apoio da comunidade internacional. Em 16 de outubro de 1918 formou-se o Conselho Nacional dos eslovenos, croatas e sérvios em Zagreb, que reunia os partidos eslavos do sul da Áustria-Hungria. No dia 16, rejeitaram a proposta do imperador Carlos para resolver o "problema eslavo" dentro do Império austro-húngaro.
Em 29 de outubro de 1918 estabeleceu-se o Estado dos Eslovenos, Croatas e Sérvios, cujo objetivo era incluir todos os territórios com população eslava que o Império Austro-Húngaro havia dominado. Mesmo os austrófilos croatas chauvinistas do Partido Puro dos Direitos votaram a favor.
A situação era de emergência: milhares de desertores percorreram a região, tropas italianas desembarcaram em Dalmácia e ultrapassaram os limites definidos pelo Tratado de Londres e a situação social, com o descontentamento dos camponeses, o proletariado desempregado, uma classe média empobrecida e uma moeda em falência, prometia uma situação revolucionária. A partir de Split e outros lugares da Dalmácia exortou ao Comitê de Zagreb a solicitar a assistência imediata do exército sérvio para proteger os croatas.
No entanto, os sérvios de Vojvodina e Sírmia se opuseram ao novo Estado e uniram seus territórios ao Reino da Sérvia. Foram rompidas as relações com a Áustria-Hungria. A Tríplice Entente não reconheceu este estado, especialmente devido a pressão italiana, e os territórios foram tratados como inimigos e, em parte ocupados pela Itália.
A Bósnia e Herzegovina também apoiou o novo Estado, juntando-se diretamente à Sérvia.
O Comitê começou a tomar decisões de emergência sem a participação do Parlamento.

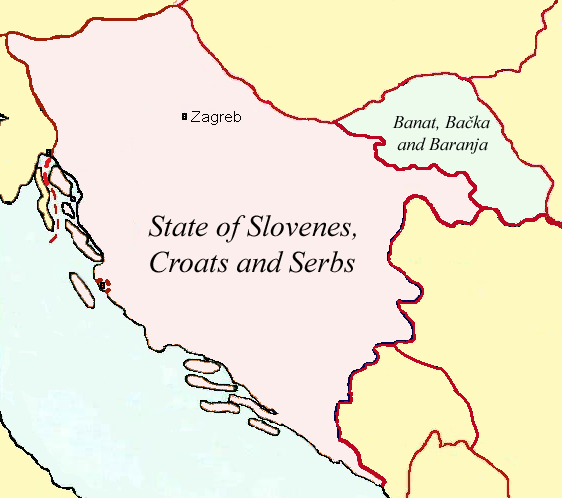
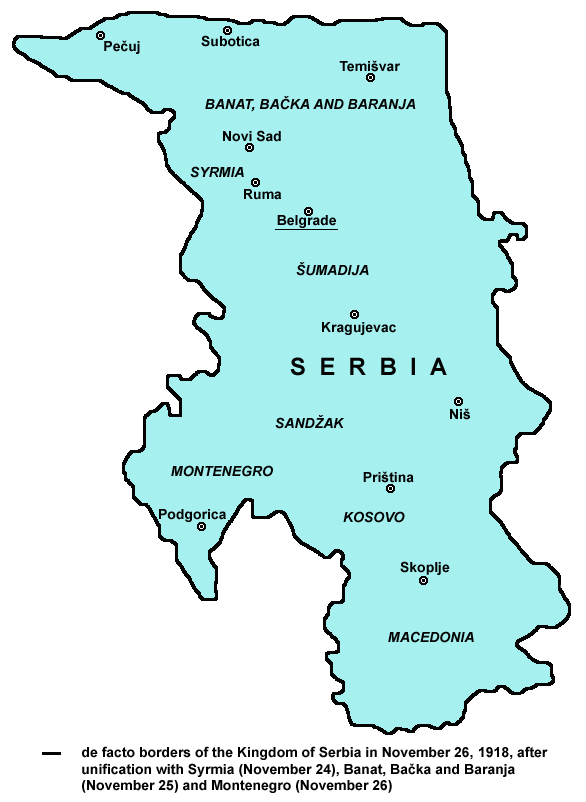

### Negociações em Genebra e tensão com a Itália
Durante a Conferência de Genebra (6 a 9 de Novembro), Pašić se comprometeu a reconhecer o novo Estado, pedir o seu reconhecimento pela Entente e formar um governo conjunto com representantes do Comitê Iugoslavo. O exército sérvio absteve-se de ocupar os territórios austro-húngaros diante à atitude contrária da Comissão Nacional de Zagreb, embora se ofereceu para ajudar a manter a ordem e defender a área. Suas tropas pararam o avanço italiano, entraram em Rijeka e foram saudados como libertadores onde apareceram.
Dalmácia e Bósnia foram ocupadas por tropas sérvias, recebendo governadores temporários sérvios .
Diante destes fatos e dada a falta de forças próprias, os delegados do novo Estado viajaram para Belgrado, onde chegou-se a um acordo para pedir a anexação ao Reino da Sérvia em 1 de dezembro de 1918, que posteriormente foi rebatizado como Reino dos Sérvios, Croatas e Eslovenos. O acordo, ao contrário das promessas de Pašić, não refletia a manutenção da autonomia regional para a convocação da Assembleia Constituinte e nem assegurou que se redigisse a Constituição que iria respeitar os desejos de todos os componentes do estado. No Parlamento croata somente Stjepan Radić se opôs ao envio da delegação, alegando que não possuíam um mandato popular para aplicar a união .

## União e problemas políticos

Os territórios do novo Reino dos Sérvios, Croatas e Eslovenos e sua procedência

Em 1 de dezembro de 1918 foi proclamado por Alexander Karadjordjevic, Príncipe Regente por seu pai, o Rei Pedro I, que oficialmente era o rei da Sérvia.
Logo as suscetibilidades dos antigos austro-húngaros e a política desajeitada e autoritária de políticos sérvios do antigo reino criaram dificuldades políticas que durariam todo o período entre guerras. No mesmo dia, 2 de dezembro de 1918, os membros do Partido Puro dos Direitos, se manifestaram em Zagreb contra a união. Nos enfrentamentos houve várias mortes.
Em 1918, a maioria dos croatas favoreciam a manutenção da unidade territorial da Croácia e no final de 1919 a opinião pública foi contra o modelo centralista que acabou por ser implementado.

### Territórios do novo país
O novo reino foi formado a partir dos antigos Estados independentes monárquicos do Reino da Sérvia e o Reino de Montenegro, bem como uma quantidade significativa de território que tinha sido anteriormente parte do Império Austro-Húngaro. As terras da Áustria-Hungria que formaram o novo estado incluíam a Croácia-Eslavônia e Voivodina da parte húngara do império, Carniola, parte da Estíria e da Dalmácia do lado austríaco, além da província imperial da Bósnia e Herzegovina que tinha sido governada conjuntamente pelas duas metades do império.
Um plebiscito foi realizado na província de Caríntia, que optou por permanecer na Áustria.
A Conferência de Paz de Paris, incapaz de resolver os litígios entre a Itália e a Iugoslávia, entregou o problema a ambos os governos, que depois negociaram o Tratado de Rapallo que fixou as fronteiras na Ístria e Dalmácia. O porto dálmata de Zadar e muitas ilhas dálmatas foram concedidas à Itália.
A cidade de Rijeka (em italiano:  Fiume) foi declarada cidade-estado livre, mas logo foi ocupada e anexada em 1924 pela Itália.
As tensões na fronteira com a Itália continuaram, com os italianos reivindicando mais áreas da costa da Dalmácia e da Iugoslávia, reivindicando sua parte da península da Ístria, parte da antiga província costeira austríaca que havia sido anexada à Itália, mas que continha uma população considerável de croatas e eslovenos.